# بيت كونواي
بيت كونواي (بالإنجليزية: Pete Conway)‏ هو لاعب كرة قاعدة أمريكي، ولد في 30 أكتوبر 1866 في لانسداون في الولايات المتحدة، وتوفي في 13 يناير 1903 في كليفتون هايهتس في الولايات المتحدة.

## وصلات خارجية
- بيت كونواي على موقعبيزبول رفرنس.كوم (الدوري الرئيسي) (الإنجليزية)